# 780 Јерменија
780 Јерменија (енгл. 780 Armenia) је астероид главног астероидног појаса. Приближан пречник астероида је 94,40 ,
а средња удаљеност астероида од Сунца износи 3,112 астрономских јединица (АЈ).
Инклинација (нагиб) орбите у односу на раван еклиптике је 19,098 степени, а орбитални период износи 2005,660 дана (5,491 година). Ексцентрицитет орбите астероида износи 0,095.
Апсолутна магнитуда астероида износи 9,00 а геометријски албедо 0,049.
Астероид је откривен 25. јануара 1914. године.